# Jeff Saibene
Jeff Saibene (* 13. September 1968 in Keispelt, Luxemburg) ist ein luxemburgisch-schweizerischer Fußballtrainer und ehemaliger Fußballspieler.
Er begann seine Karriere als Spieler im Herrenbereich bei Standard Lüttich in Belgien, war dann aber – mit Unterbrechungen – von 1989 bis 2017 sowohl Spieler als auch Trainer in der Schweiz. Danach war er vier Jahre im deutschen Fußball aktiv und während der Saison 2021/22 als Vereinstrainer in seinem Geburtsland Luxemburg. Von 2022 bis April 2023 betreute er wieder in der Schweiz Neuchâtel Xamax.

## Als Spieler

### Verein
Saibene, ein meist defensiv eingesetzter Mittelfeldakteur, spielte nach seinen ersten Stationen in Luxemburg beim FC Kehlen und bei Union Luxemburg von 1986 bis 1989 beim belgischen Erstligisten Standard Lüttich, kam aber nur insgesamt siebenmal in der ersten Mannschaft zum Einsatz. 1989 wechselte er in die erste Schweizer Spielklasse zum FC Aarau. Er spielte zweimal für je drei Jahre für den Club (1989 bis 1993 und 1995 bis 1998) und wurde 1993 Meister mit dem Club. Dazwischen spielte er beim BSC Old Boys Basel, danach noch 1998/99 für einige Monate beim FC Locarno. Seine Karriere als Spieler beendete er 2002 beim Luxemburger Verein Swift Hesperingen.

### Nationalmannschaft
Saibene spielte zwischen 1986 und 2001 63-mal für die Luxemburgische Fußballnationalmannschaft, einen Treffer erzielte er dabei nicht.

### Erfolge
- Schweizer Meister: 1993

## Als Trainer
Am Anfang seiner Trainerkarriere – es war nicht gestattet gleichzeitig Fußballer und Trainer zu sein – erhielt Saibene eine Anstellung als Trainer beim luxemburgischen Fußballverband: Er betreute die luxemburgischen U17-, U-18-, U19-, U20 und U21-Nationalmannschaften und war auch Co-Trainer der A-Nationalmannschaft unter dem dänischen Cheftrainer Allan Simonsen. 2006 kehrte Saibene in den Schweizer Fussball zurück und wurde Co-Trainer des FC Thun. Ab März 2007 fungierte er bis zum Saisonende als Interimstrainer und konnte mit der Mannschaft den Klassenerhalt feiern.
Im Sommer 2007 wechselte er als Co-Trainer zum Erstliga-Fußballclub FC Aarau unter Ryszard Komornicki. Zur Saison 2009/10 wurde er dessen Nachfolger als Cheftrainer des Vereins, jedoch nach einem schlechten Start in die Saison 2009/10 am 12. Oktober 2009 entlassen. Später war er Trainer der luxemburgischen U21-Nationalmannschaft.
Am 8. März 2011 wurde Saibene zum Tabellenletzten FC St. Gallen geholt, um den Club vor dem Abstieg zu retten, was ihm jedoch nicht gelang. In der Saison 2011/12 gelang ihm mit dem FC St. Gallen der direkte Wiederaufstieg in die höchste Schweizer Spielklasse. Ab dem zweiten Spieltag stand der Club an der Tabellenspitze, die er nicht mehr abgab. In der Saison 2012/13 führte Saibene den FC St. Gallen als Aufsteiger auf Platz drei der höchsten Spielklasse. Zum ersten Mal seit sechs Jahren spielte der FC St. Gallen während der Saison 2013/14 wieder in einem europäischen Wettbewerb. Mit dem Erfolg in der Play-off-Runde gegen Spartak Moskau wurde Saibene zudem der erste luxemburgische Trainer, der ein Team in die Gruppenphase der Europa League führte. Saibenes Vertragslaufzeit beim FC St. Gallen wurde vorzeitig um ein Jahr bis Sommer 2015 verlängert. 
Anfang September 2015 bot er dem Vorstand seinen Rücktritt an; dieser akzeptierte den Entscheid. Zu diesem Zeitpunkt hatte seine Mannschaft in sieben Spielen sieben Punkte geholt und dabei nur vier Tore geschossen. Im Oktober 2015 unterschrieb Saibene beim FC Thun einen bis Sommer 2017 laufenden Vertrag als Cheftrainer.
Am 20. März 2017 übernahm Saibene den Trainerposten des deutschen Zweitligisten Arminia Bielefeld, um den Verein vor dem Abstieg in die 3. Liga zu bewahren. Unter ihm gelang der Arminia am letzten Spieltag durch ein Unentschieden bei der SG Dynamo Dresden der Klassenerhalt. In der Folgesaison wurde am vorletzten Spieltag der Aufstieg in die erste deutsche Bundesliga verpasst, zum Saisonende belegte Arminia Bielefeld den vierten Platz. Am 10. Dezember 2018 wurde er nach neun Ligaspielen in Folge ohne Sieg und dem Ausscheiden im DFB-Pokal im Heimspiel gegen den MSV Duisburg von seinen Aufgaben entbunden.
Zur Saison 2019/20 übernahm Saibene die Drittligamannschaft des FC Ingolstadt 04 als Nachfolger von Tomas Oral. Er erhielt beim Absteiger einen Vertrag mit einer Laufzeit bis zum 30. Juni 2021. Als Co-Trainer wurde Carsten Rump verpflichtet, mit dem Saibene bereits in Bielefeld zusammengearbeitet hatte. Nach dem 27. Spieltag gab der Verein das vorzeitige Ende der Zusammenarbeit mit Saibene und Rump bekannt. Die Mannschaft hatte die letzten fünf Saisonspiele nicht gewonnen und stand nicht mehr auf einem direkten Aufstiegsplatz.
Von 2. Oktober 2020 bis 30. Januar 2021 war Saibene in der 3. Liga Cheftrainer beim 1. FC Kaiserslautern als Nachfolger von Boris Schommers. Unter seiner Regie erzielte die Mannschaft in 20 Spielen 3 Siege, 12 Unentschieden und 5 Niederlagen (20:24 Tore). Saibene hatte das Team auf dem letzten Tabellenplatz übernommen, bei seiner Ablösung stand das Team auf dem fünftletzten (16.) Platz.
Zur Spielzeit 2021/22 übernahm Saibene mit RFC Union Luxemburg erstmals eine luxemburgische Mannschaft. Dort gewann er am Saisonende den nationalen Pokal durch einen 3:2-Finalsieg über den F91 Düdelingen. Einen Tag nach dem Titelgewinn gab Saibene aus privaten Gründen seinen Rücktritt vom Trainerposten bekannt. Kurze Zeit später kehrte er als Trainer in die Schweiz zurück und unterschrieb am 29. August 2022 einen Vertrag beim Zweitligisten Neuchâtel Xamax. Im April 2023 bot er seinen Rücktritt an, den der Club annahm.
Zur Saison 2024/25 übernahm Saibene das Traineramt bei der U21 des Servette FC in der vierthöchsten Schweizer Spielklasse.

### Erfolge
- Luxemburgischer Pokalsieger: 2022

## Sonstiges
Saibene ist mit einer Schweizerin verheiratet, hat zwei Söhne und neben der luxemburgischen Staatsbürgerschaft auch das Schweizer Bürgerrecht.